# 温州地区革命委员会
温州地区革命委员会，成立于1968年12月3日。是文化大革命期间的温州地区国家权力机关。下辖永嘉、瑞安、乐清、平阳、泰顺、文成、洞头7个县革委会。同时受省的委托领导温州市革委会的工作。1970年正式将温州专区改名为温州地区。1969年7月，中共温州地区革命委员会核心小组成立。1971年12月，中共温州地委产生。
1978年9月16日撤销，改为温州地区行政公署。1980年4月30日，温州市恢复为省辖市。1981年9月22日，经国务院批准，温州地、市合并，成立温州市人民政府，实行市管县行政体制。

## 领导
主任：戚庆连 （1968年12月-1975年4月）、沈芸（1975年10月-1977年3月）、戴光（1977年3月-1978年9月）
副主任：吕允均（1968年12月-1971年8月）、霍发跃（1968年12月-1970年5月）、毛张苗（1968年12月-1970年5月）、赵星（1968年12月-1977年2月）、朱志君（1968年12月-1975年10月）、童银娣（1968年12月-1977年9月）